# Kisháza
Kisháza (románul: Cheșa) település Romániában, a Partiumban, Bihar megyében.

## Fekvése
Az alföldi síkság szélén, a Fekete-Körös mellett, Tenkétől délkeletre, Gyanta és Bélfenyér közt fekvő település.

## Története
Kisháza nevét 1374-ben említette először oklevél Kesehaza néven. 1587-ben Keshaza, 1692-ben Kishaza, 1808-ban Kisháza, 1913-ban Kisháza néven írták. A 15. században a váradi káptalan volt a földesura, amely itt még a 20. század elején is birtokos volt. 1851-ben Fényes Elek írta a településről:
...románul Kecse. Határa 2478 hold. ... Népessége 100 római katholikus és református, 1216 óhitű lakossal, fa parochia templommal, urasági kőházzal és nagy magtárral. Vize a Karaszói patak, és egy Holt-Körös, Kristyor nevezetü, melly a Fekete-Körös áradását veszi fel. Birja a váradi deák káptalan.
A település egykor a Tenkei járás körjegyzősége volt. 1910-ben 1609 lakosából 258 magyar, 1351 román volt. Ebből 199 református, 1316 görögkeleti ortodox, 35 izraelita volt. A trianoni békeszerződés előtt Bihar vármegye Tenkei járásához tartozott.

## Nevezetességei
- Görög keleti temploma: 1871-ben épült.
- Református temploma: 1851-ben épült.